# 妻をめとらば
『妻をめとらば』（つまをめとらば）は、柳沢きみおによる日本の漫画。『週刊ビッグコミックスピリッツ』（小学館）で連載された。1989年にテレビ東京でテレビドラマ化されている。新人証券マンの高根沢八一を主人公とし、最高の妻に出会うために奔走する、社会人を描いた作品である。

## ストーリー
西北大学を卒業して大手証券会社に就職した主人公の高根沢八一は、大学の寮歌の一節に影響を受け、最高の女性を見つけて結婚することを夢見て社会人人生をスタートさせる。同僚やホステス、結婚相談所で知り合った女性など、八一は最終的に10人以上に及ぶさまざまなタイプの女性と付き合うことになるが、その優柔不断な態度によってことごとく破局する。そんな迷走をしているうち、残業の多い不規則な生活によって身も心もボロボロになっていく。

## 主要人物

### 竹下証券
高根沢八一（たかねざわ やいち）
本編の主人公。西北大学商学部を卒業後、竹下証券に入社した証券マン。見た目をかなり重視する傾向があるが、地味（言ってしまえばブス）な素顔に惹かれた事がある。
結婚に対して強く憧れを持っており、早く結婚したいと思っているが、諸事情でなかなか結婚にまでこぎつける事ができない。恵とは婚約し結婚目前まで行ったが、八一が早くも倦怠期に陥りそんな時に美しく成長した広美と再会した事により破談になる。
村雨秀一郎（むらさめ しゅういちろう）
竹下証券での八一の同僚。一橋大学商学部卒。相当なマザコン。皆子を先輩社員に奪われた事により退社し、弁護士を目指し司法試験の勉強を始める。
原沢（はらさわ）
竹下証券での八一の同僚。東京大学卒。見かけによらず積極的。
美空智子（みそら ともこ）
竹下証券での八一の同僚。本社秘書課勤務。青山学院女子短期大学卒。『ミス竹下証券』。安竹と一時付き合いがあったが、安竹の不能が回復しない事を知るとさっさと離れた。八一とうまく行きそうになったこともあったが、保奈子に妨害され八一を拒絶するようになった。
田所（たどころ）
竹下証券での八一の上司（竹下証券渋谷支店次長）。慶應義塾大学法学部卒。自宅は千葉のとあるベッドタウン（4200万円で購入。渋谷支店への通勤時間95分）。
安竹（やすたけ）
竹下証券での八一の上司（竹下証券渋谷支店営業課長）。金沢大学理工学部卒。「ふ」が口癖で、かなりの男前だが商売女を抱きすぎたせいで不能になった。のちに素人でありながら商売女の上を行く保奈子と出会い不能が回復した事によって、保奈子と結婚し二児を儲ける。
色部やよい（しきべやよい）
竹下証券での八一の先輩（竹下証券渋谷支店店頭課長）。昭和女子大学卒。セールストップを取ったこともあり、最年少の課長に。美人だが男に縁がないのか興味がないのか、仕事に燃えている。
古都美鈴（こと みすず）
竹下証券での八一の先輩（竹下証券渋谷支店店頭主任）。共立女子大学卒。ガリガリのオールドミスで、一度は村雨とかなりの仲にまで進展したが、母性を感じられない体であるため村雨に捨てられる。
小糸道代（こいと みちよ）
竹下証券での八一の同僚（竹下証券渋谷支店店頭営業）。東洋英和女学院大学短期大学部卒。八一とうまくいったりいかなかったりを繰り返したが結局縁がなかったのか結ばれる事なく離別した。
青柳（あおやぎ）
竹下証券での八一の上司（竹下証券渋谷支店長）。高崎経済大学卒。
八木直道（やぎ なおみち）
竹下証券での八一の先輩（竹下証券渋谷支店）。西北大卒。全社レベルのトップセールスだったが、ノルマ達成のために客の株を、承諾なしに勝手に売買し当てが外れ、補填のめどが立たず、失踪。
池上皆子（いけがみ みなこ）
竹下証券での八一の同僚（竹下証券渋谷支店店頭営業）。山脇学園短期大学卒。あだ名『バストちゃん』。村雨と相思相愛であったが、村雨のあまりのマザコンぶりについていけず破局。
神崎恵（かんざき めぐみ）
竹下証券での八一の後輩（竹下証券渋谷支店店頭営業）。川村短期大学卒。八一と結婚寸前まで行くが破談となる。前々から狙っていた他支店の男と結婚するが、八一との事を知っているため嫉妬でDVに走り、たまりかねて逃げ出す。その際かつての婚約者である八一を頼りにしており長らく恵を忘れられずにいた八一も戻ってくるよう告げたが、二度と八一のもとに戻ることはなかった。
崎田佳子
竹下証券のOL。25歳。東京理科大学卒の「理系女子｣ であり、メガネ美人。八一が最後に惚れた女性。八一とは紆余曲折の末に好感を抱いて、「会いたい」と電話で八一に伝えるが、会いに行こうとする八一は風邪をこじらせ高熱に苦しんでいたため…。

### 西北大学
金田（かねだ）
西北大学で八一の同級生。神宮銀行員。妻は日本女子大学卒の同僚。
秀彦（ひでひこ）
西北大学で八一の同級生。出版社員。

### 同年代
青山わたる（あおやま わたる）
豊産自動車員（渋谷営業所）。学習院大学経済学部卒。
広木田（ひろきだ）
八一がブライダルマンで出会ったOL。

### 周辺
山根広美（やまね ひろみ）
区立中学3年。八一が家庭教師をしていた。大学進学後、八一と再会する。
宇部保奈子（うべ ほなこ）
大学時代の八一の彼女。一応女子短大卒。八一と合コンで知り合いすぐに肉体関係を結ぶ。他にいい男を見つけ八一を捨てたが男が不在になると八一の所に行為目的で戻ったりしていた。
計屋玄吾（はかりや げんご）
八一いきつけのおでん屋の主人。
平沼香代（ひらぬま かよ）
日本橋デパート勤務。人妻。富山県出身。地元短大卒。バーで八一と知り合い、意気投合し肉体関係を結ぶ。しかし八一が嫌悪している自分の夫と同じ価値観を持っているのに気づき、八一のもとから去る。
高林もとこ（たかばやし もとこ）
中堅出版社勤務。日本女子大学卒。金田の妻の大学時代の友人。八一とは、金田の結婚式で出会う。
大島沙織（おおしま さおり）
八一の顧客の娘。花嫁修業中。中央大学文学部卒。
桃木亜美（ももき あみ）
八一、村雨、青山が入院した病院のアーパーナース。
麻衣子
化粧美人のホステス。その素顔は別人のような、本人も自覚しているブスで、八一も最初は衝撃を受けるが、なぜか素顔の方の麻衣子を可愛く思い、惚れてしまう。

## ドラマ版
テレビ東京の日曜9時連続ドラマの第1作として、1989年10月8日から11月12日まで放映された（全6回）。

### スタッフ
- 脚本：岩松了
- プロデューサー：渡辺つとむ（チーフプロデューサー）、森下和清、不破敏之
- 演出：松原信吾、淡野健
- 音楽：三宅一徳

### 主題歌
- 「虹」（歌：西田敏行）
  - 作詞：大津あきら／作曲：杉本真人／編曲：難波正司

### キャスト
- 古尾谷雅人
- 古村比呂
- 柄本明
- 高橋ひとみ
- 田島令子
- 後藤宙美
- 西山浩司
- 内藤剛志
- 段田安則
- 蛭子能収
- 高橋長英
- 根岸季衣
- 志垣太郎
- 水森コウ太

| テレビ東京系列 日曜21時ドラマ枠                             | テレビ東京系列 日曜21時ドラマ枠 | テレビ東京系列 日曜21時ドラマ枠 |
| 前番組                                                      | 番組名                          | 次番組                          |
| ----------------------------------------------------------- | ------------------------------- | ------------------------------- |
| （なし）                                                    | 妻をめとらば                    | あいつがとまらない!             |
| テレビ東京系列 日曜21時枠                                   |                                 |                                 |
| 日曜ビッグスペシャル ※20:00 - 21:54 【1時間繰り上げて継続】 | 妻をめとらば                    | あいつがとまらない!             |